# Aprem Mooken
Mar Aprem, né George Davis Mooken le 13 juin 1940 à Thrissur (Kerala, Raj britannique) et mort le 7 juillet 2025, est le primat de l'Église syrienne chaldéenne.

## Biographie
Aprem Mooken est consacré évêque à Bagdad en 1968 par Mar Thoma Darmo pour l'Ancienne Église de l'Orient.
En 1995, il joue un rôle important pour le retour dans l'Église apostolique assyrienne de l'Orient.